# Kollision (film)
Kollision er en dansk film fra 2019. Den blev instrueret af Mehdi Avaz, mens dennes brødre Milad og Misam var henholdsvis manuskriptforfatter og producent. Filmen havde premiere den 31. oktober 2019. Den lanceres som et drama, der er inspireret af virkelige begivenheder.

## Medvirkende
- Nikolaj Lie Kaas som Leo
- Cecilie Stenspil som Olivia
- Karla Sigrid Wienberg Avaz som Liv
- Albert Rudbeck Lindhardt som Gustav
- Henning Jensen som Bjarne
- Tommy Kenter som Harald
- Bodil Jørgensen som Elin
- Sebastian Jessen som Frederik
- Rasmus Bjerg som Svendsen
- Nicolas Bro som Wagner
- Julie Christiansen som Frida
- Charlotte Munck som læge
- Olaf Johannessen som dommer
- Emilie Koppel som Maj
- Casper Crump som Laust
- Gordon Kennedy som Gustavs lærer
- Niels Brandt som helikopterpilot
- Jes Dorph-Petersen som nyhedsvært
- Natali Vallespir som retsmediciner
- Stephanie Nguyen som Livs svømmelærer
- Kobra Avaz som Livs lærer
- Nadia Nouamani som Liv (voksen)
- Thue Ersted Rasmussen som galleriejer